# Francesc Flos i Calcat
Francesc Flos i Calcat (Arenys de Mar, 1856-Barcelona, 1929), fue un pedagogo, calígrafo, dibujante y escritor español, fundador de l'Associació Protectora de l'Ensenyança Catalana, del colegio Sant Jordi y otras escuelas. Destacó en el I Congrés Internacional de la Llengua Catalana (1906) con el método pedagógico de enseñanza de gramática catalana a los niños.

## Biografía
Nació en la localidad barcelonesa de Arenys de Mar, en el Cafè d'en Flos. En la década de 1920 descubrió su vocación de maestro en una escuela del Masnou donde hacía de profesor de dibujo. Al cabo de tres años, al obtener el título de magisterio, abrió su propia escuela también en El Masnou. El Ayuntamiento de Barcelona lo nombró calígrafo de la Exposición Universal de 1929, pero no dejó de trabajar para conseguir una educación en catalán. 
Finalmente fundó el Colegio Sant Jordi en la calle Sant Honorat en Barcelona, que se inauguró en 1898 con el propósito de trabajar por la causa cultural de Cataluña mediante una educación en catalán basada en el modelo pedagógico de enseñar jugando. 
Por otro lado publicó varios libros y editó el primer mapa mural de Cataluña basado en las comarcas (1906). En 1899 fundó la Associació Protectora de l'Ensenyança Catalana. Además de nuevas bibliotecas, creó la Granja Escolar a fin de que los niños experimentaran al aire libre. 
Al morir el pedagogo, la escuela cambió de nombre y pasó a decirse Escola Flos i Calcat hasta que el 1939 la dictadura franquista le obligó a cerrar las puertas definitivamente. No se pudo poner su nombre a ninguna escuela de su población natal, Arenys de Mar, pero se consiguió ponerlo en una plaza y al Agrupament Escultismo i Guía.
El fondo personal de Francesc Flos i Calcat se conserva en la Biblioteca de Cataluña.